# Évêque de Lindsey

Les diocèses d'Angleterre au Xe siècle.

L'évêché de Lindsey est un ancien évêché anglais couvrant approximativement l'actuel comté du Lincolnshire. Son siège exact n'est pas identifié avec certitude.

## Histoire
Après leur christianisation, les habitants du royaume de Lindsey, région soumise à la Mercie, dépendent de l'évêché des Merciens, dont le titulaire siège à Lichfield. Ils obtiennent leur propre évêché en 678, quelques années après la conquête de la région par le roi Ecgfrith de Northumbrie. Le premier évêque, Eadhæd, est chassé du Lindsey lorsque le roi de Mercie Æthelred reconquiert la région, vers 679. Un certain Æthelwine lui succède.
La succession épiscopale du Lindsey semble avoir été interrompue dans la deuxième moitié du IXe siècle en raison des invasions vikings. La région est rattachée au diocèse de Dorchester en 971 par l'évêque Leofwine. On trouve encore trace d'évêques aux alentours de l'an 1000, mais ils sont très mal attestés.

## Liste des évêques de Lindsey
| Début      | Fin          | Nom       | Remarques                                                                        |
| ---------- | ------------ | --------- | -------------------------------------------------------------------------------- |
| 678        | 679 ?        | Eadhæd    | Sacré par l'archevêque Théodore. Chassé du Lindsey, il reçoit le siège de Ripon. |
| vers 680   | ?            | Æthelwine |                                                                                  |
| 693 ?      | 716 × 731 ?  | Edgar     |                                                                                  |
| 716 × 731  | 732          | Cyneberht |                                                                                  |
| 733        | 750          | Alwig     | Sacré par l'archevêque Tatwine.                                                  |
| 750        | 765 ?        | Aldwulf   |                                                                                  |
| 767        | 796          | Ceolwulf  |                                                                                  |
| 796        | 836 × 839    | Eadwulf   |                                                                                  |
| 836 × 839  | 862 × 866 ?  | Beorhtred |                                                                                  |
| 862 × 866  | 866 × 869 ?  | Eadbald   |                                                                                  |
| 866 × 869  | après 869 ?  | Burgheard |                                                                                  |
| 866 × 869  | après 875 ?  | Eadberht  |                                                                                  |
| avant 953  | 971 × 975 ?  | Leofwine  |                                                                                  |
| avant 996  | après 1004   | Sigeferth |                                                                                  |
| avant 1009 | après 1011 ? | Ælfstan ? |                                                                                  |
| Sources :  |              |           |                                                                                  |